# Alessandro Cambalhota
Alessandro Cambalhota, född 27 maj 1973, är en brasiliansk tidigare fotbollsspelare.
Alessandro Cambalhota spelade 1 landskamper för det brasilianska landslaget.